# Mosquée Salam de Carcassonne
La mosquée Essalam (« mosquée de la Paix ») est un édifice religieux musulman situé à Carcassonne, en France. Cette mosquée est l'un des deux lieux de prières musulmans de Carcassonne. Elle se trouve dans le quartier La Conte.

## Histoire
La mosquée est inaugurée le 24 juin 2000 en présence du maire, Raymond Chesa. En octobre 2012 à la sortie de la prière du vendredi des groupes d'hommes fréquentant la mosquée manifestent devant la mosquée pour réclamer un imam s'exprimant en français, la mosquée n'ayant toujours pas d'imam francophone depuis son ouverture douze ans auparavant et le président de l'association islamique de l'Aude, Abib Bamou, n'ayant pas répondu à leurs requêtes répétées,.
En 2016 débutent les travaux d'agrandissement qui permettent de construire une nouvelle salle de prière.